# Reinhard Willvonseder
Reinhard Willvonseder (* 1942) ist ein österreichischer Rechtswissenschaftler.

## Leben
Er studierte Rechtswissenschaften in Wien. Nach der Promotion zum Doktor der Rechtswissenschaften am 20. Dezember 1965 und der Habilitation im März 1980 lehrte er seit März 1993 Universitätsprofessor an der Rechtswissenschaftlichen Fakultät der Universität Wien.
Sein Schwerpunkt ist römisches Privatrecht.

## Schriften (Auswahl)
- Die Verwendung der Denkfigur der „Condicio sine qua non“ bei den römischen Juristen (= Wiener rechtsgeschichtliche Arbeiten Band 14). Böhlau, Wien/Köln/Graz 1984, ISBN 3-205-07005-4 (zugleich Habilitationsschrift, Wien 1980).
- Texte zum Römischen Privatrecht. Für den Rechtsunterricht aufbereitet. WUV-Univ.-Verl., Wien 1996, OCLC 635199788.
- Corpus der römischen Rechtsquellen zur antiken Sklaverei. Teil 4. Stellung des Sklaven im Privatrecht. 1. Eheähnliche Verbindungen und verwandtschaftliche Beziehungen. Franz Steiner Verlag, Stuttgart 2010, ISBN 978-3-515-08207-5.